# Mettray
Mettray is een gemeente in het Franse departement Indre-et-Loire in de regio Centre-Val de Loire en maakt deel uit van het arrondissement Tours. De gemeente telde 2.079 inwoners op 1 januari 2022.

## Geschiedenis
Mettray maakte tot 2015 deel uit van het kanton Luynes. Toen het kanton op 22 maart 2015 werd opgeheven werd Mettray opgenomen in het kanton Vouvray.

## Geografie
De oppervlakte van Mettray bedraagt 10,34 vierkante kilometer; Op 1 januari 2022 was de bevolkingsdichtheid 201,1 inwoners per km².

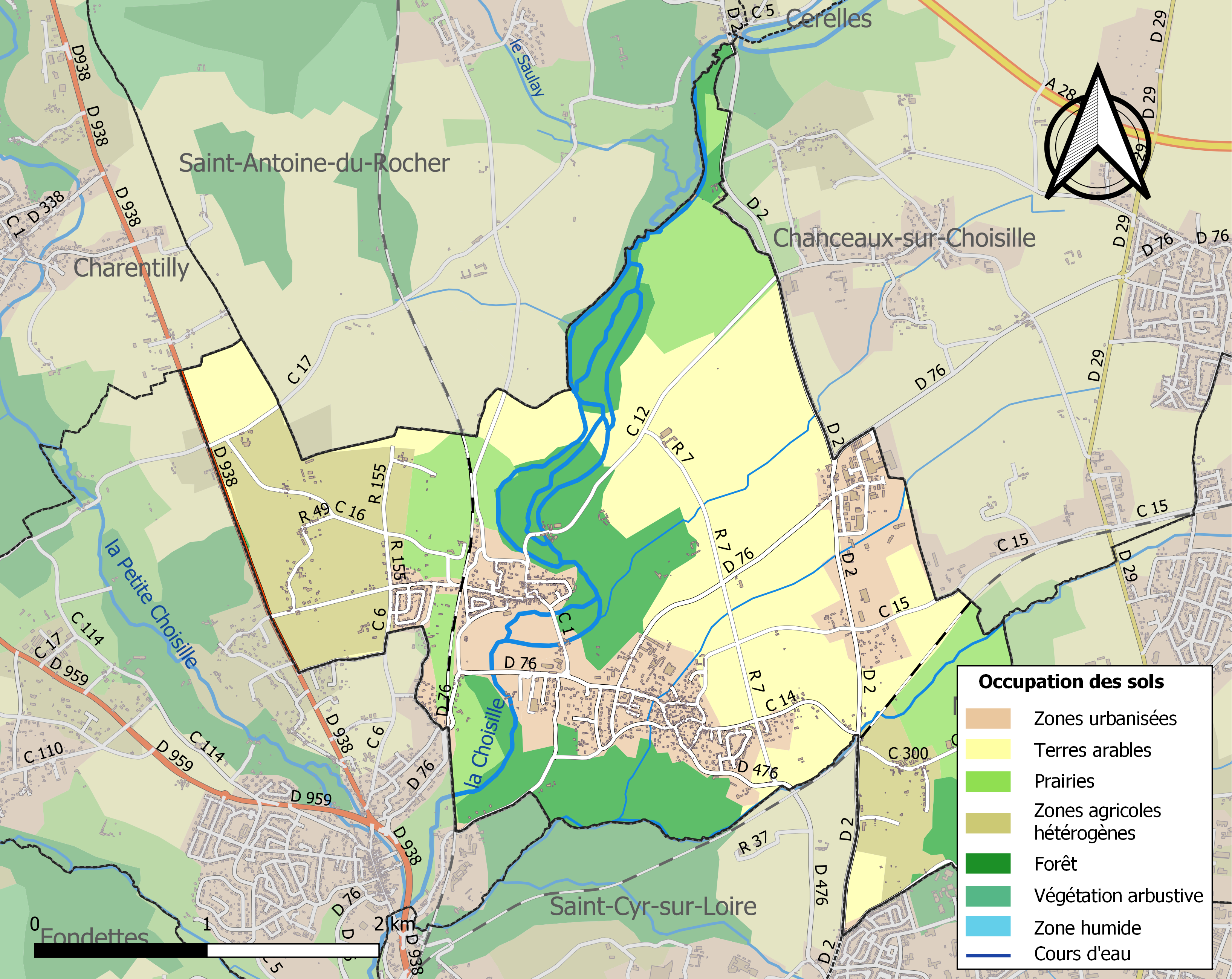
Kaart van de gemeente met de belangrijkste infrastructuur, bodemgebruik en omliggende gemeenten

## Demografie
Onderstaande figuur toont het verloop van het inwonertal.
Chançay · Chanceaux-sur-Choisille · Mettray · Monnaie · Notre-Dame-d'Oé · Parçay-Meslay · Reugny · Rochecorbon · Vernou-sur-Brenne · Vouvray